# Christian Franzen (fotograf)
Christian Franzen Nissen (1864 – 1923 Madrid) byl dánský fotograf a diplomat působící převážně ve Španělsku. Specializoval se na portrétní fotografii a často ho zaměstnávala španělská královská rodina. Údajně se mu přezdívalo „Fotograf králů a Král fotografů“.

## Životopis
Narodil se v roce 1864. Jakmile se usadil ve Španělsku, otevřel si fotografické studio na madridské calle del Príncipe. Pro královnu matku Marii Kristýnu Rakouskou, které si velmi vážil, pořídil mnoho portrétní fotografií Španělské královské rodiny a aristokracie. V roce 1910 se stal dánským konzulem. Společně s Kaulakem byl jedním z nejznámějších portrétních fotografů ve Španělsku na přelomu 20. století. Zemřel v roce 1923.

## Galerie

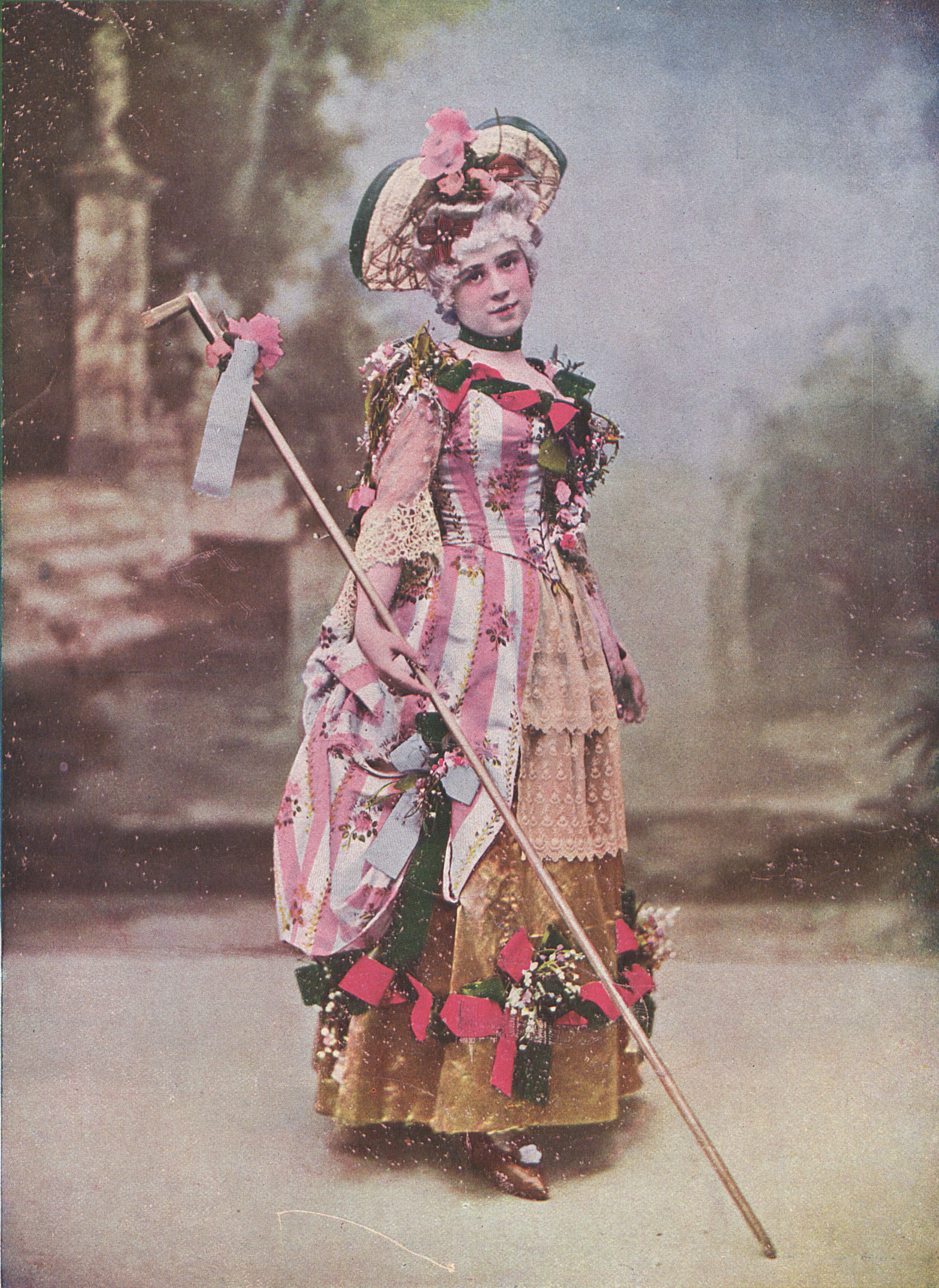
Matilde Moreno
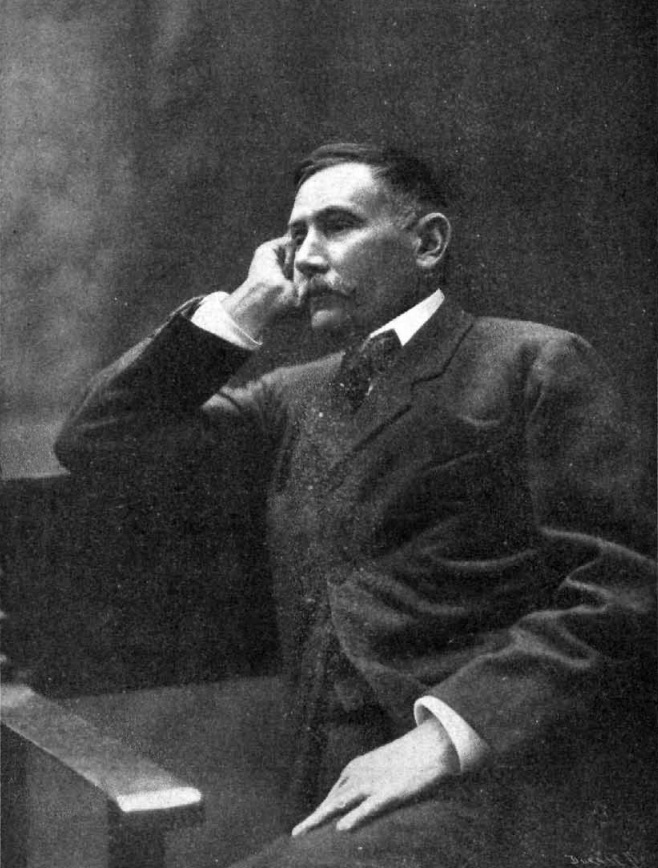
Benito Pérez Galdós
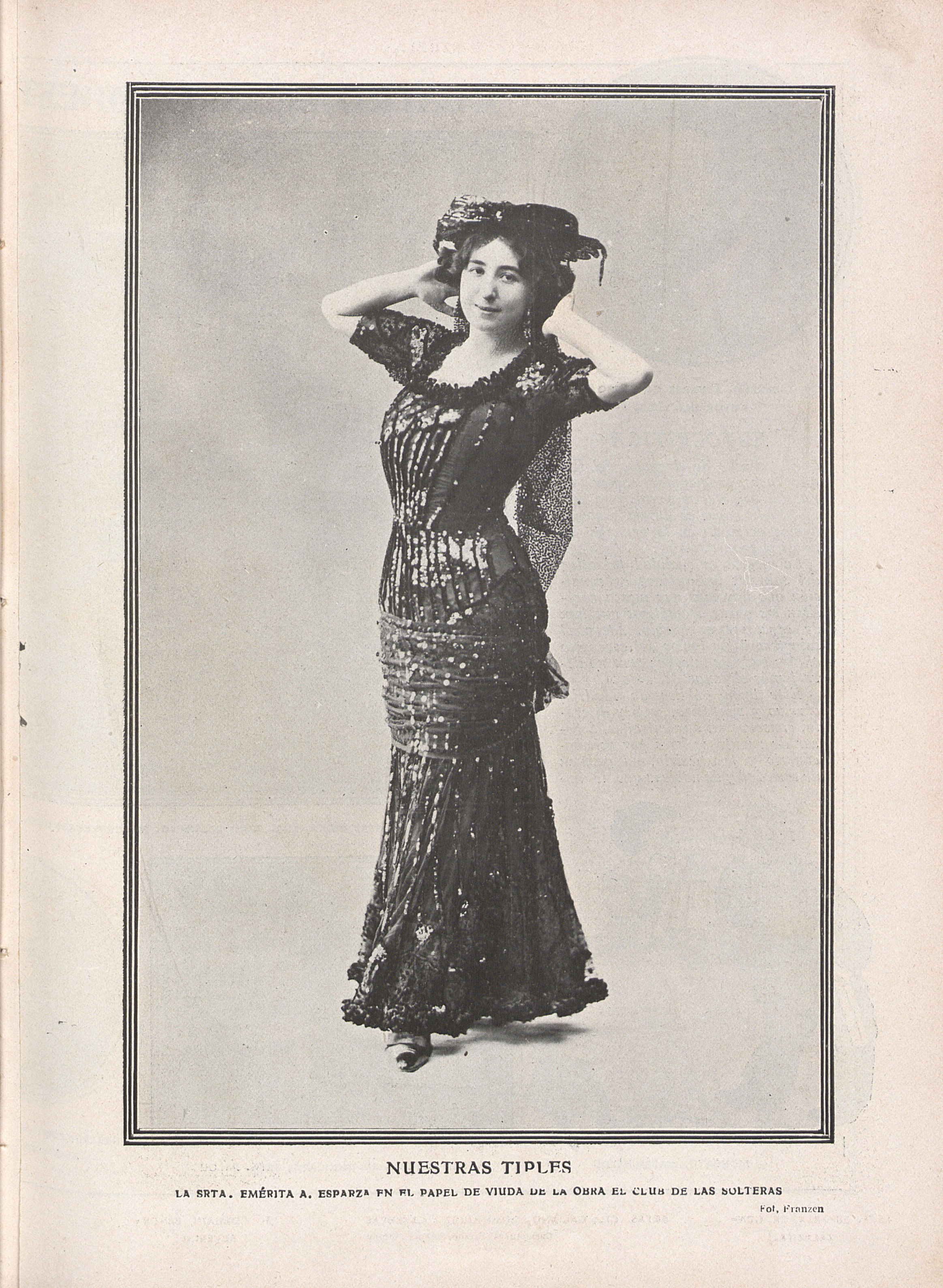
Emérita Esparza
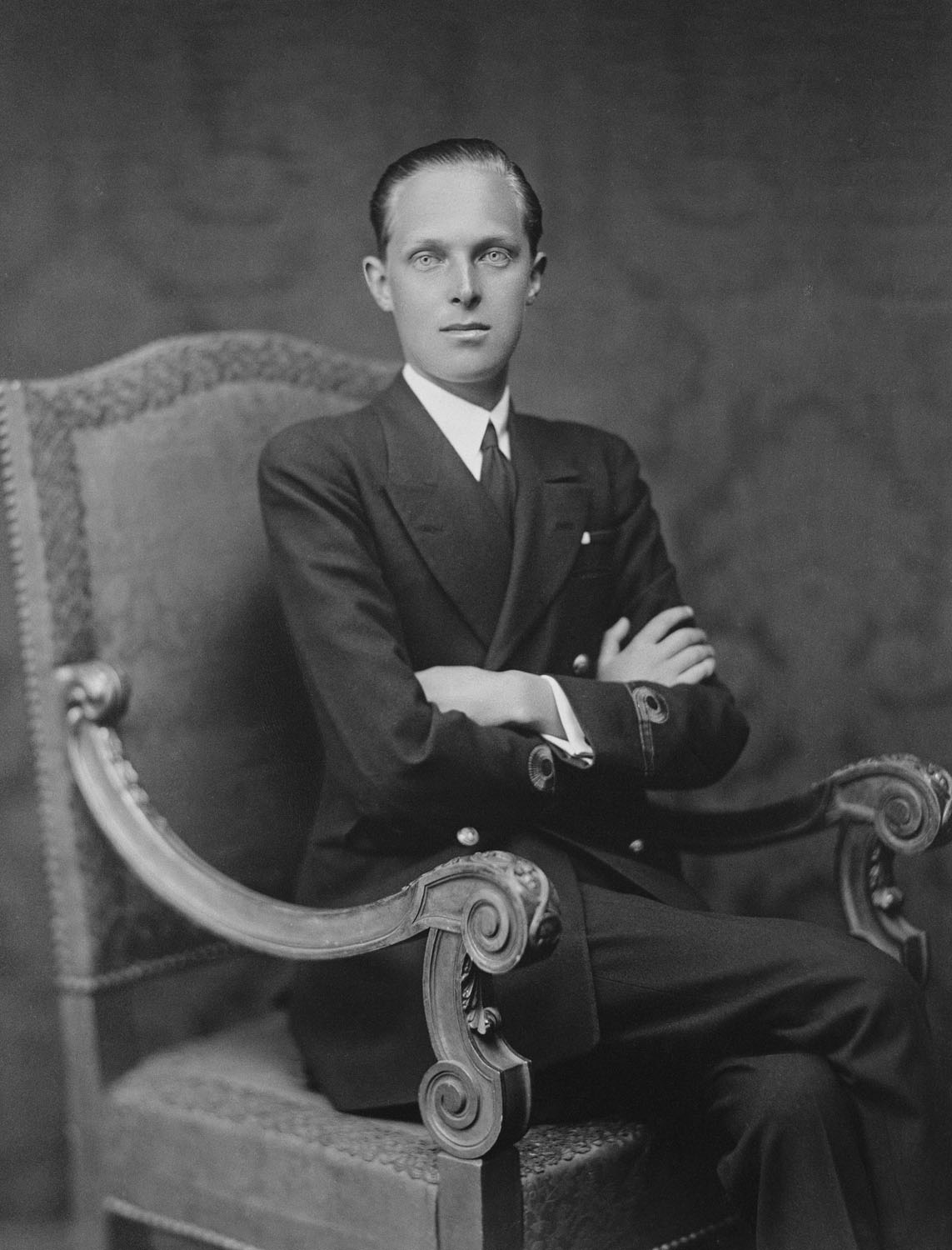
Alfonso, Princ z Asturie
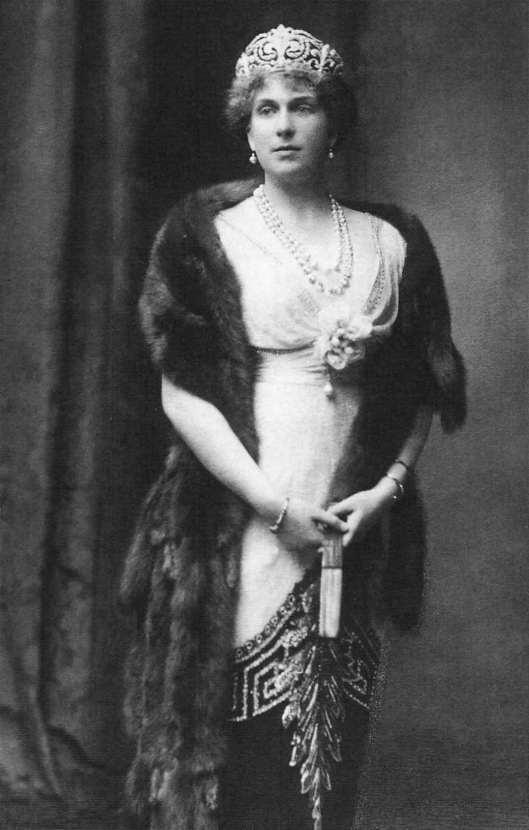
Victoria Eugenie z Battenbergu
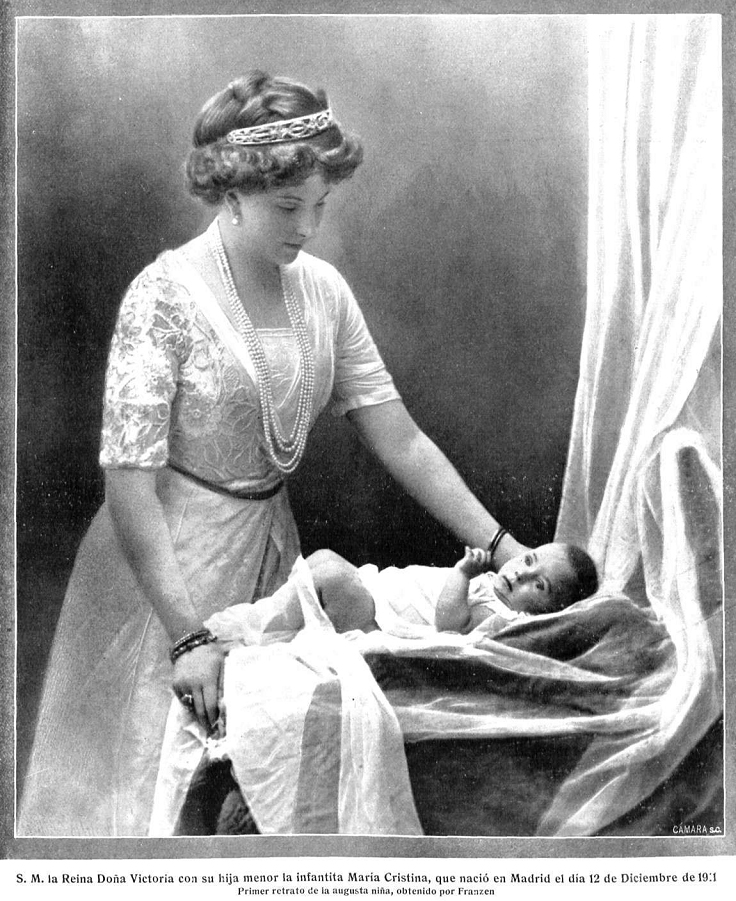
Victoria Eugenia de Battenberg a María Cristina
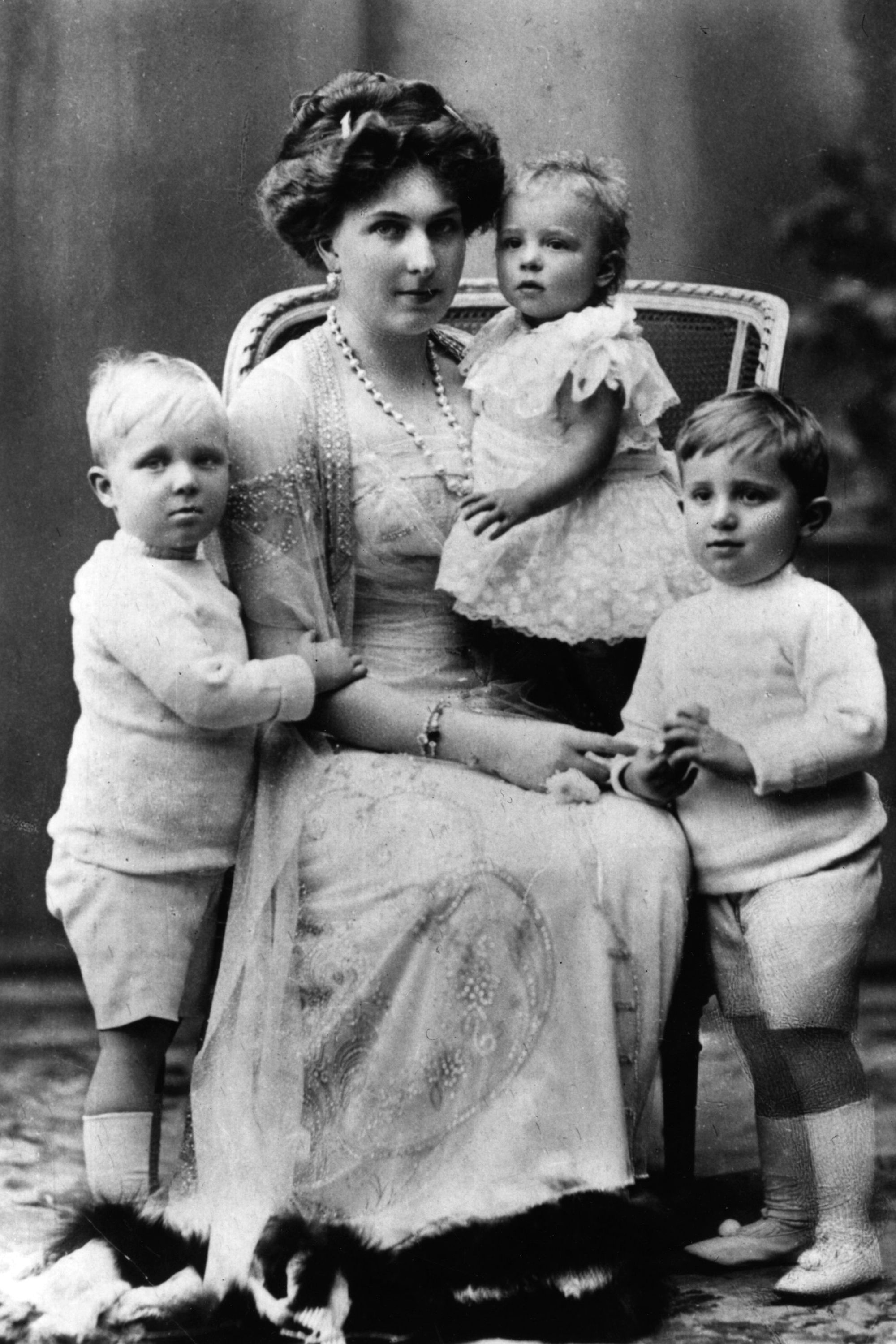
Victoria Eugenie s dětmi
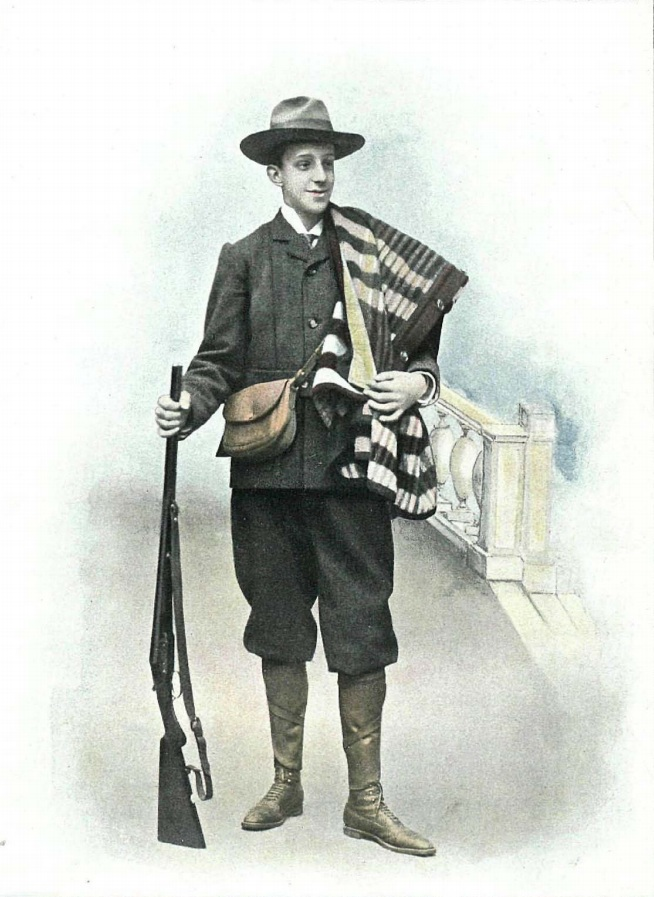
Král S. M. el rey Don Alfonso XIII v loveckém obleku
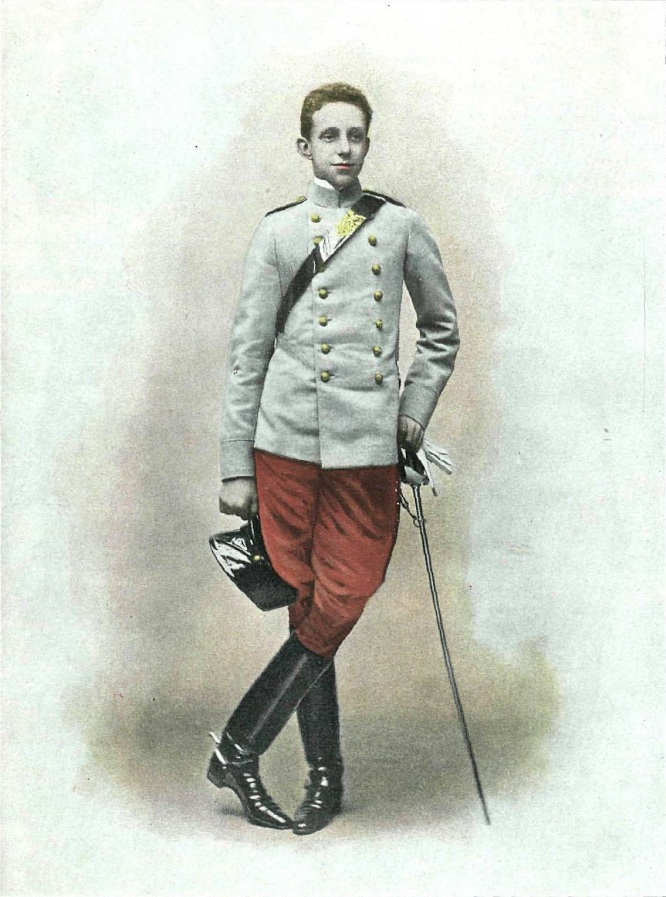
Král S. M. el rey D. Alfonso XIII v kostýmu
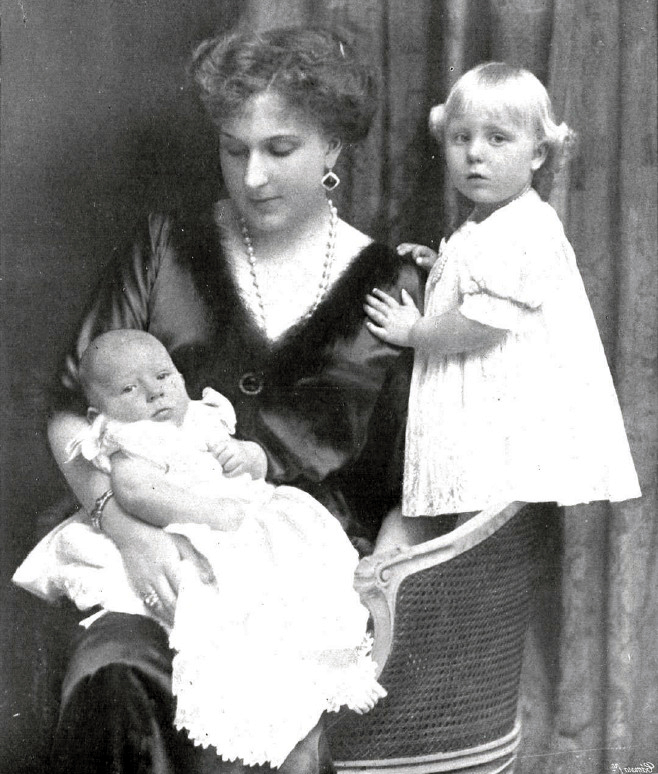
Královna Victoria se svými dvěma nejmladšími dětmi, Maríou Cristinou a Donem Juanem
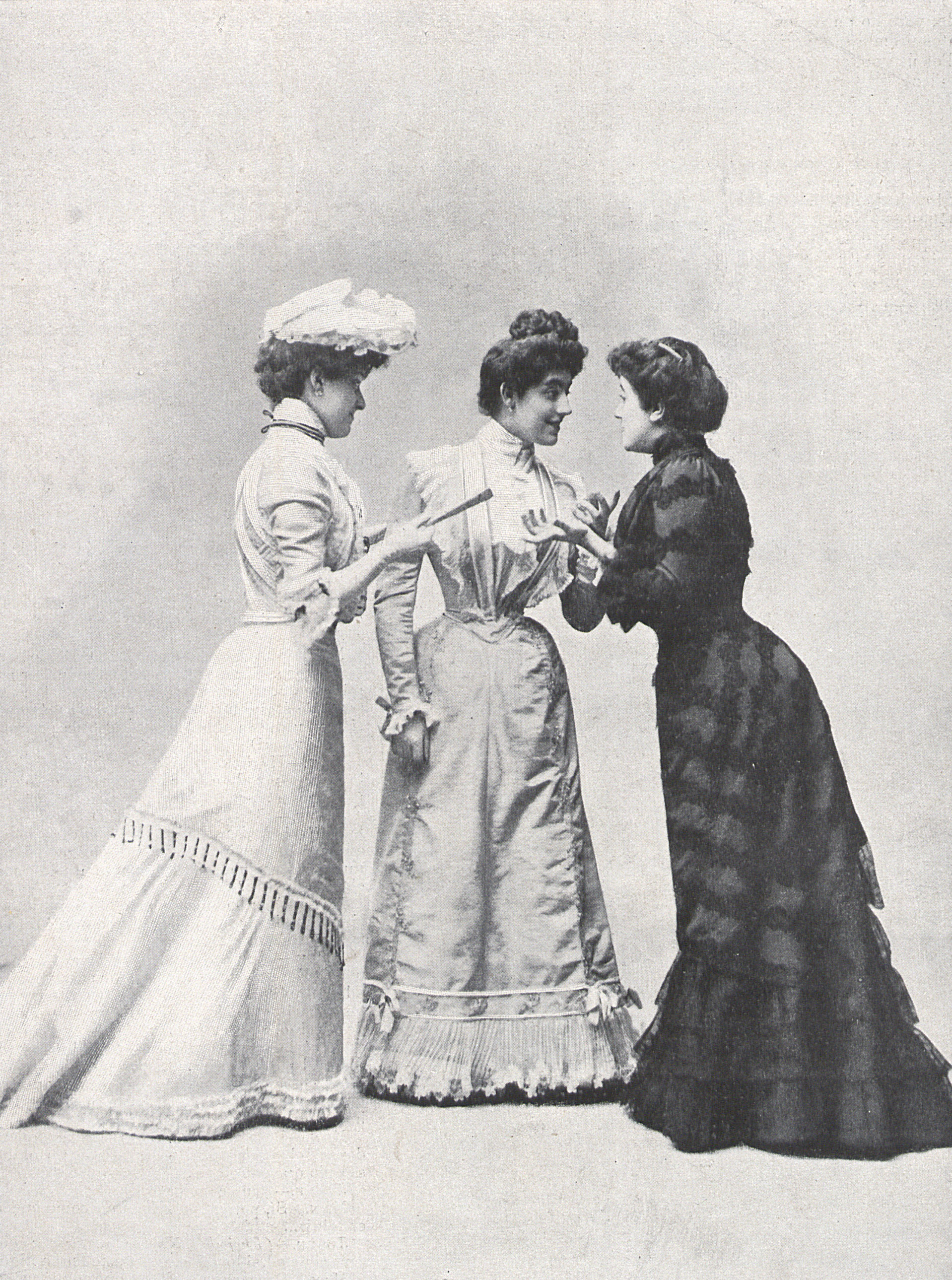
El Teatro, La gobernadora, acto II, Bremón, Catalá y Pino, 1901
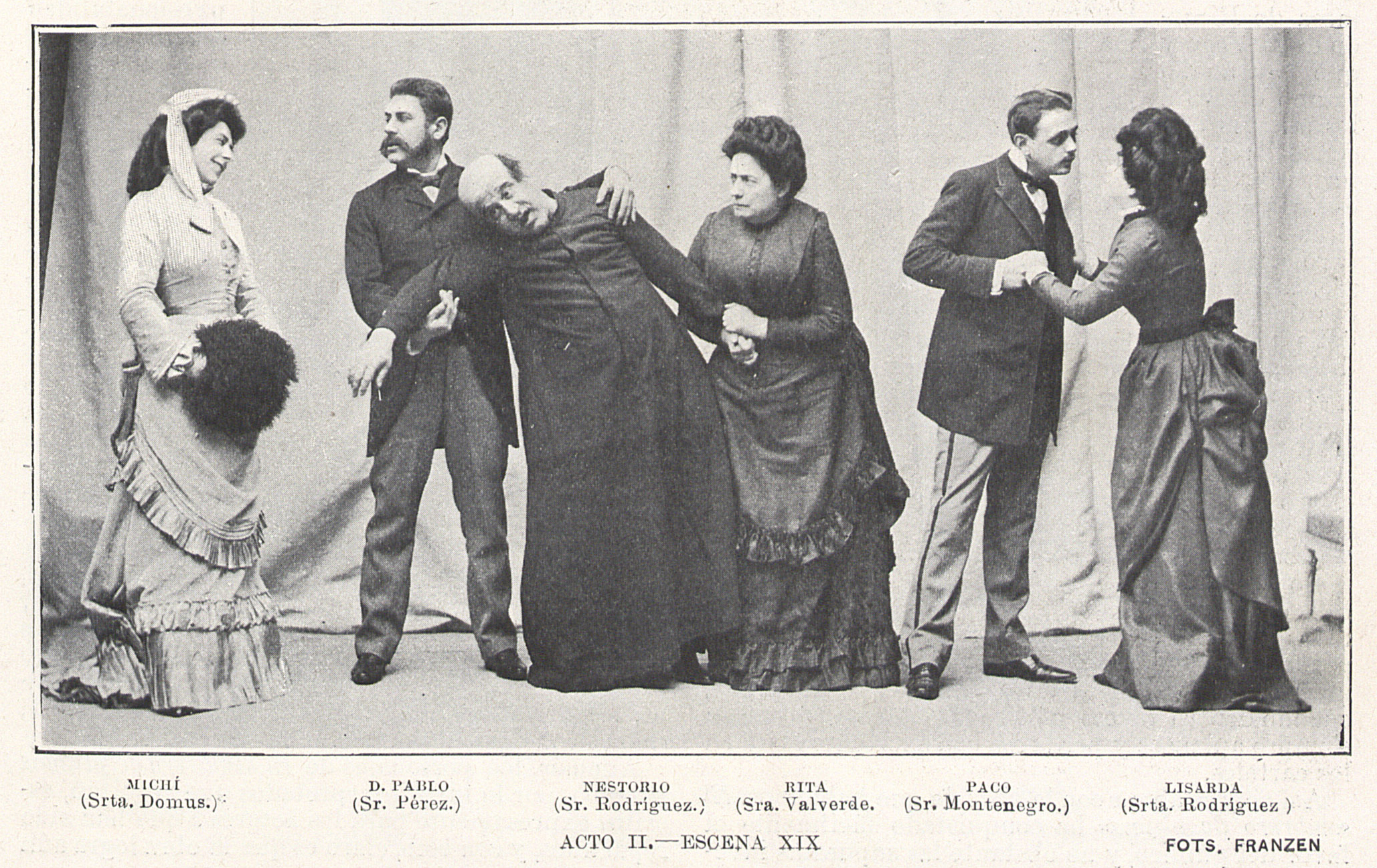
Divadlo, El himno de Riego, akt II, scéna XIX, 1902
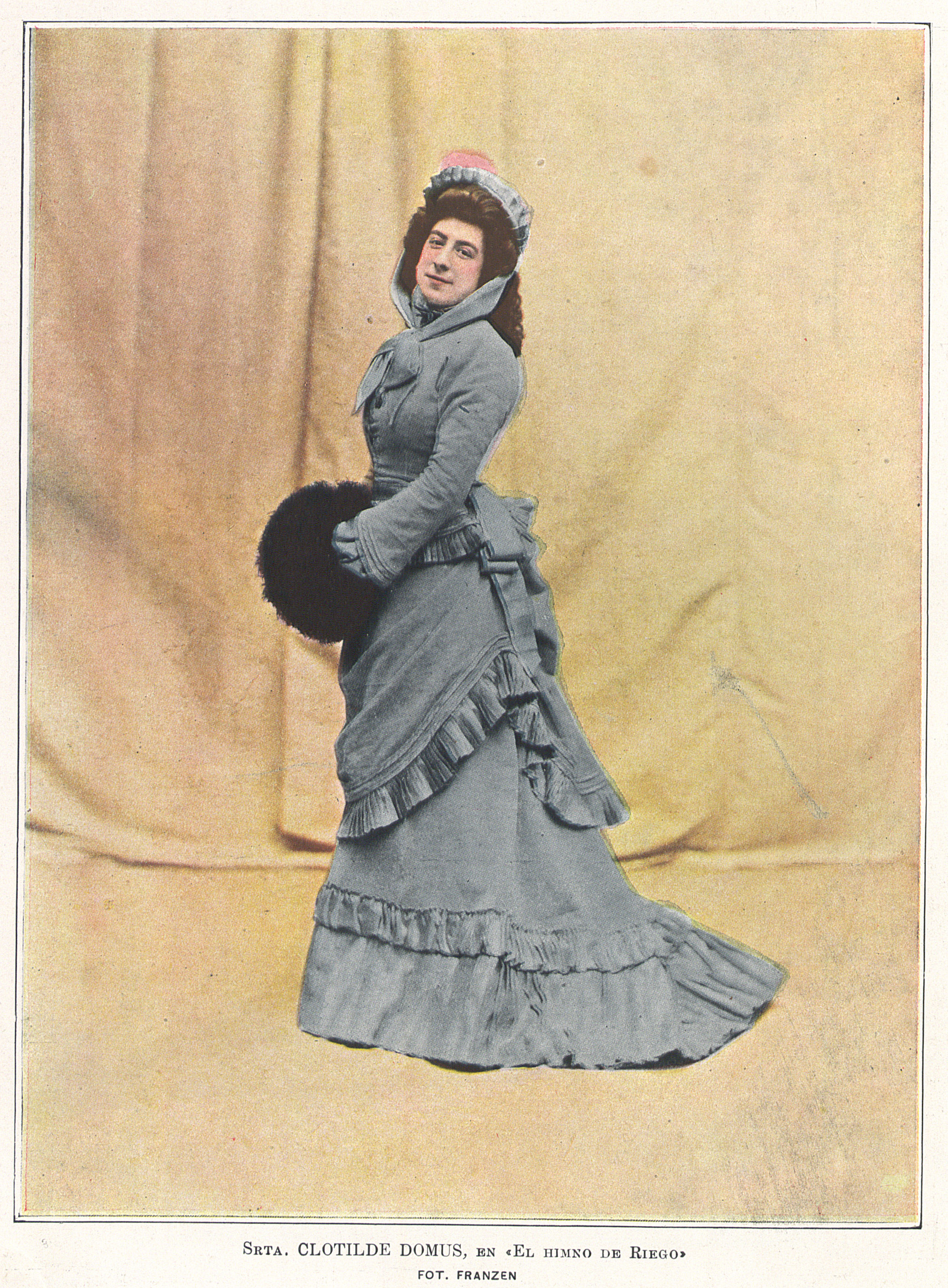
Divadlo, Clotilde Domus en El himno de Riego, 1902